# Mesnil-Saint-Laurent
Mesnil-Saint-Laurent ist eine französische Gemeinde mit 450 Einwohnern (Stand: 1. Januar 2022) im Département Aisne in der Region Hauts-de-France. Sie gehört zum Arrondissement Saint-Quentin und zum Kanton Saint-Quentin-3.

## Geographie
Die Gemeinde Mesnil-Saint-Laurent liegt etwa fünf Kilometer ostsüdöstlich des Stadtzentrums von Saint-Quentin. Nachbargemeinden von Mesnil-Saint-Laurent sind Homblières im Norden, Regny im Osten, Sissy im Südosten, Neuville-Saint-Amand im Süden und Westen sowie Harly im Westen und Nordwesten.

## Bevölkerungsentwicklung
| Jahr                       | 1962 | 1968 | 1975 | 1982 | 1990 | 1999 | 2006 | 2012 | 2022 |
| -------------------------- | ---- | ---- | ---- | ---- | ---- | ---- | ---- | ---- | ---- |
| Einwohner                  | 253  | 252  | 299  | 388  | 430  | 426  | 441  | 451  | 450  |
| Quellen: Cassini und INSEE |      |      |      |      |      |      |      |      |      |

## Sehenswürdigkeiten

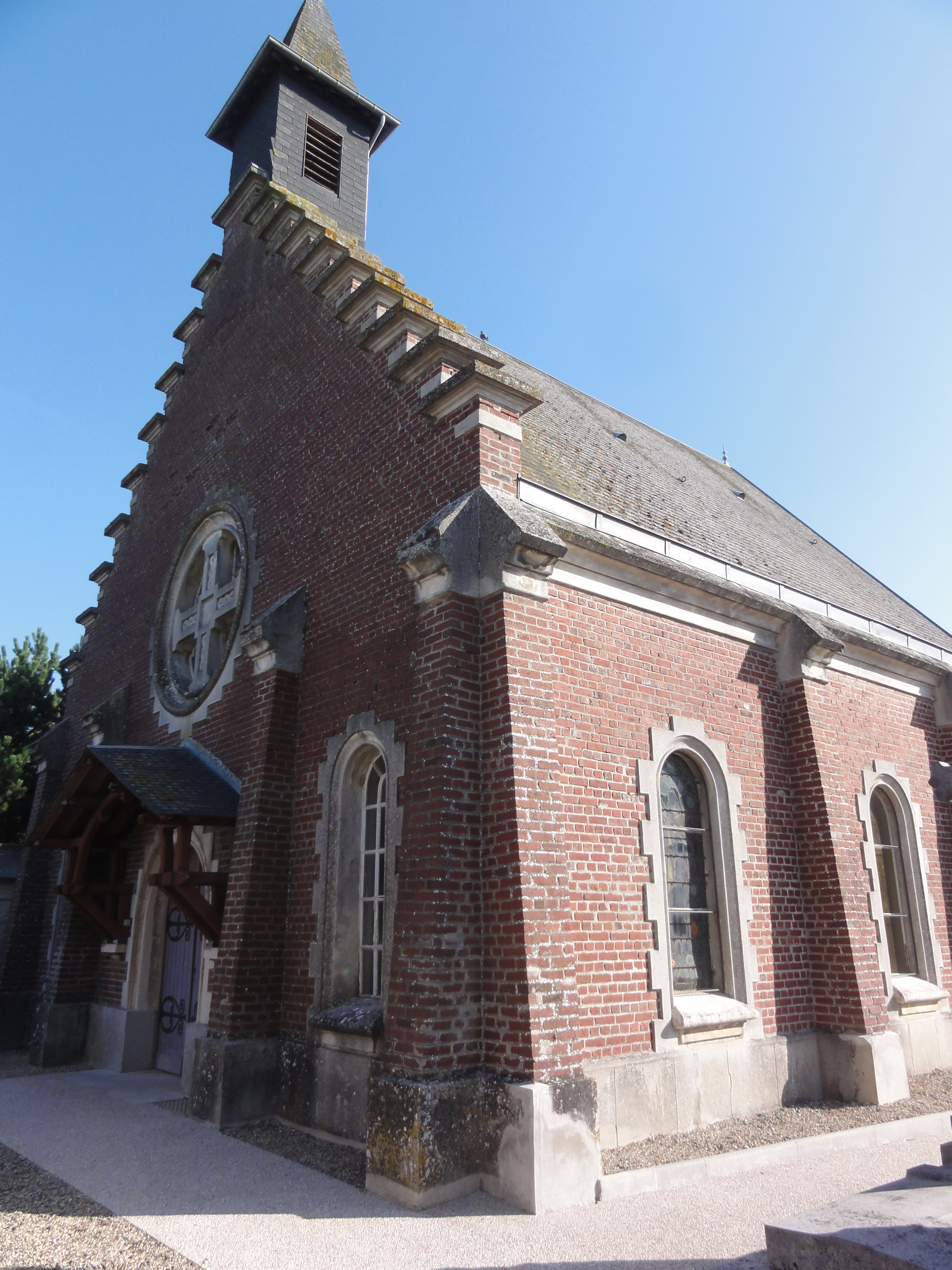
Kirche Saint-Laurent
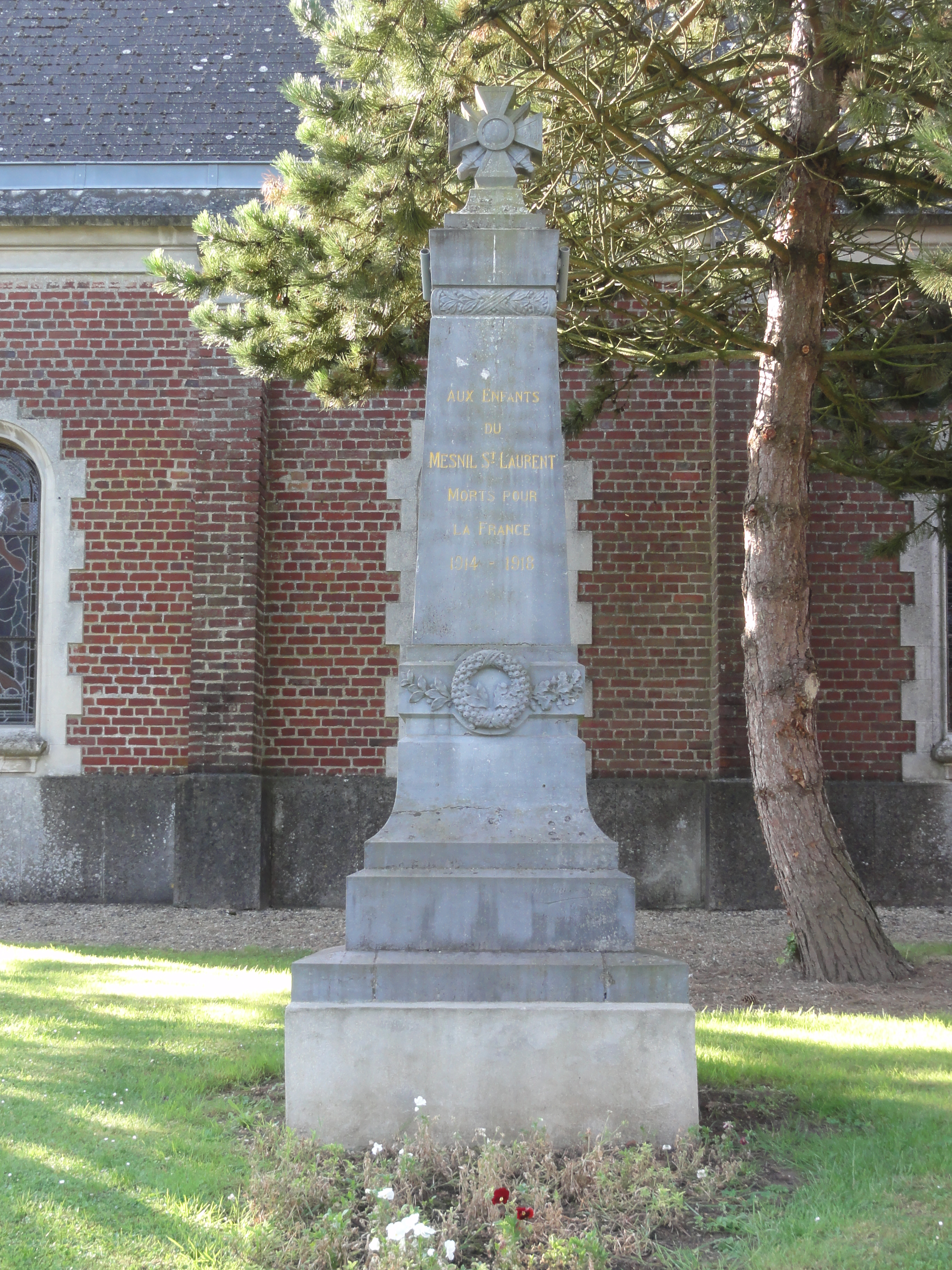
Gefallenendenkmal

- Kapelle Sainte-Camione
- Gutshöfe aus dem 19. Jahrhundert
- Wasserturm

- Kirche Saint-Laurent
- Gefallenendenkmal

## Persönlichkeiten
- Richard von Saint-Laurent (12./13. Jahrhundert), Kanoniker